# Давидов, Джей Ар
Джаяр Давидов (8 октября 1979 — 7 октября 2023) — офицер израильской полиции, командир полиции в Рахате и старший суперинтендант израильской полиции. Убит в ходе противостояния в Офакиме во время вторжения ХАМАС в Израиль в 2023 году.

## Карьера
Давидов начал свою службу в качестве офицера пограничной стражи Израиля, а затем работал начальником полицейского участка в Рамат-ха-Негеве и офицером разведки в Беэр-Шеве.
В 2019 году он был назначен командиром Центрального подразделения Лахиш, одного из трёх подразделений, входящих в состав Южного округа. В рамках региона действовали крупнейшие преступные синдикаты, в том числе многочисленные мафиозные организации выходцев из России, Грузии и Кавказа, а также местные израильские криминальные авторитеты. С десятками обвинений против высокопоставленных преступников и их физическим выдворением из региона, он стал «террором организованной преступности в Израиле». В 2021 году центральное подразделение под его командованием было удостоено награды комиссара полиции за выдающиеся достижения. В декабре 2022 года он вступил в должность начальника полиции города Рахат — единственного в Израиле муниципалитета бедуинской общины, имеющего статус города.

## Смерть
7 октября 2023 года он был убит вместе с тремя своими офицерами в перестрелке с палестинскими боевиками в окрестностях Офакима во время вторжения ХАМАС в Израиль. На момент его смерти ему было поручено возглавить создание нового центрального подразделения для всего Южного округа. Был старшим суперинтендантом.